# Polynoe fuscolimbata
Polynoe fuscolimbata är en ringmaskart som beskrevs av Grube 1878. Polynoe fuscolimbata ingår i släktet Polynoe och familjen Polynoidae. Inga underarter finns listade i Catalogue of Life.